# إريك ألفارو
اريك ألفارو (بالإنجليزية: Eric Alfaro)‏ هو سياسي أمريكي، ولد في 3 أكتوبر 1982 بموكا في الولايات المتحدة. حزبياً، نشط في الحزب التقدمي الجديد.